# Напорівка
Напорівка — колишній хутір у Лукашівській сільській раді Краснянського, Олишівського і Чернігівського районів Чернігівської округи, Київської та Чернігівської областей. У 18 столітті — село.

## Населення
Станом на 1923 рік нараховувалося 112 дворів та 561 мешканець, з перевагою населення української національности.

## Історія
29 квітня 1645 року слобода Напорівка, разом із селом Канин (Онисів хутір), перейшла від Миколая Султана до Олександра Лущевського та Теодори Колпитовської. Згадується 12 травня 1664 року в універсалі гетьмана Івана Брюховецького як село, що належало до Чернігівського магістрату. Згодом поселення перейшло у власність Єлецького монастиря, разом із селами Онисів та Горбів; станом на 1729—1730 роки монастир володів сільцем, що лежало на рівнині, на правому березі річки Уздвиж, вже 60 років.
В середині XVIII століття — село в складі Вибильської сотні Чернігівського полку.
У 1924 році — сільце Лукашівської сільської ради Краснянського району Чернігівської округи Чернігівської губернії. Відстань до центру сільської ради, с. Лукашівка — 1 верста, до районного центру, с. Красне — 17 верст, до найближчої залізничної станції, Чернігів — 11 верст, до пароплавної станції, в Чернігові, на річці Десна — 16 верст.
Станом на 1928 рік — сільце Олишівського району Чернігівської округи. Відповідно до постанови ВЦВК та РНК УСРР «Про ліквідацію округ та перехід на двохступеневу систему управління» від 2 вересня 1930 року, Лукашівську сільську Олишівського району передано до складу Чернігівського району.
На 1 вересня 1946 року — хутір Лукашівської сільської ради Чернігівського району Чернігівської області.
У XX столітті приєднана до с. Лукашівка.